# Wijnbouw in Oostenrijk

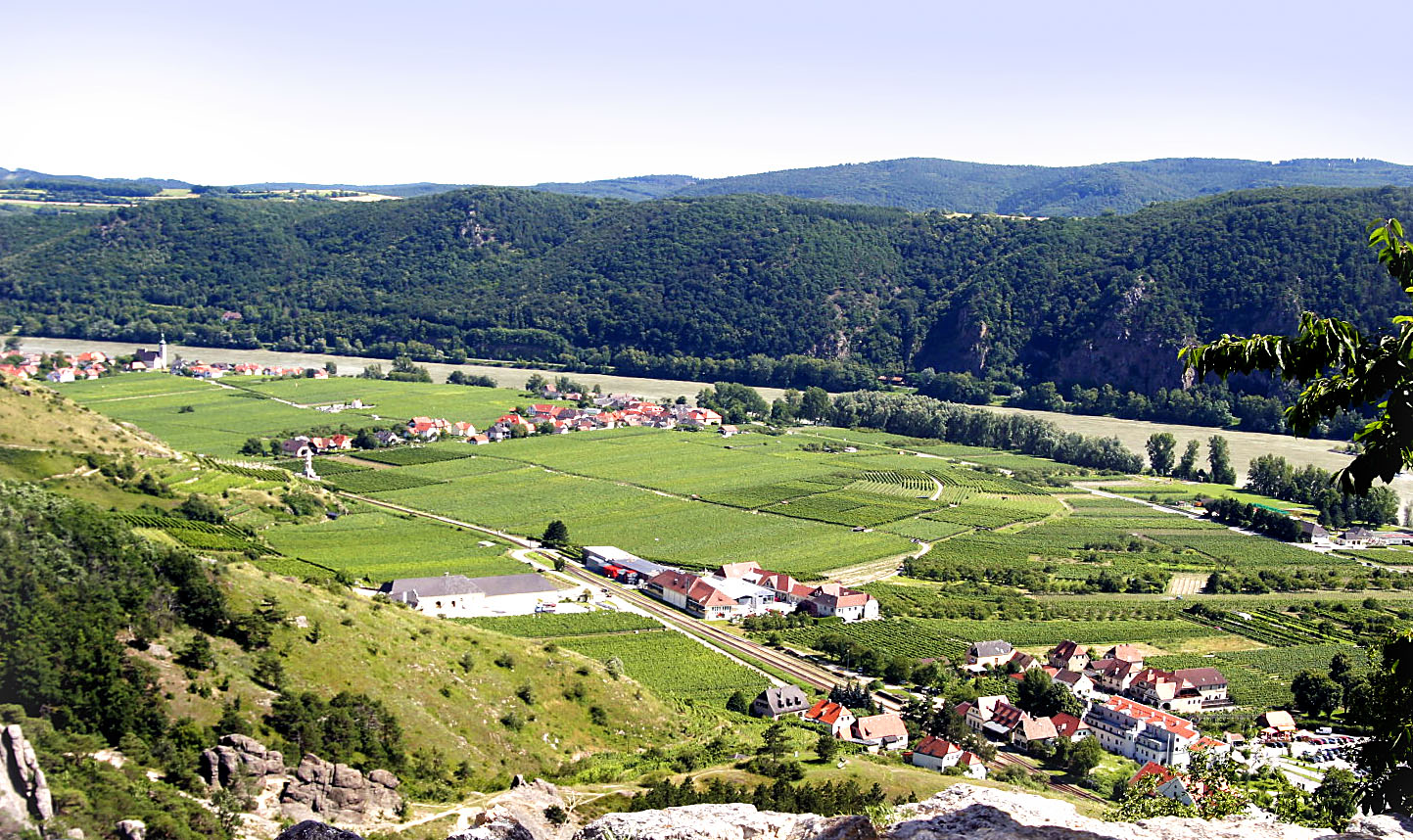
Wachau wijnregio nabij Durnstein

De wijnbouw in Oostenrijk gaat terug tot voor de Romeinse tijd. Bij archeologische opgravingen in het Oostenrijkse Burgenland zijn gistpotten gevonden van 700 vóór Chr. Na de Romeinse overheersing, werd de wijncultuur verder uitgebouwd door de kerk zoals dat ging in Frankrijk en Duitsland. Oostenrijk had geen internationale reputatie. De productie werd lang geheel door de lokale bevolking geconsumeerd.
Wijn wordt in Oostenrijk vaak gemaakt van de Grüner Veltliner druif. Ausbruch is een Oostenrijkse wijntype die geproduceerd wordt van meerdere door edele rotting aangetaste druivensoorten. Een afwijkende bijzondere wijn is Uhudler uit het Burgenland. De wijnproductie bedroeg in 2010 ruim 3 miljoen hectoliter, dat is ongeveer 1% van de wereldproductie. Witte wijnen vertegenwoordigen 65% daarvan, maar het aandeel rode wijnen is stijgende. Er zijn in Oostenrijk 24.657 wijnboeren actief, 32.000 wijnbedrijven in totaal, meestal kleinschalig en voor de lokale markt.

## Situering van de wijngebieden
De wijngaarden liggen over het gehele land verspreid. De kwaliteitswijnbouwgebieden bevinden zich voornamelijk in het oosten. De zomers zijn voldoende warm, de herfstdagen mild, maar de nachten koel. De neerslag bedraagt gemiddeld 400 mm per jaar.
Er zijn vier hoofdgebieden en zestien deelregio’s:
Niederöstenreich, 33.530 ha groot, met als deelregio’s:
- Weinviertel DAC: 18.000 ha
- Kamptal DAC: 4200 ha
- Donauland: 3000 ha
- Thermenregion: 2800 ha
- Kremstal DAC: 2400 ha
- Wachau: 1500 ha
- Carnuntum: 995 ha
- Traisental DAC: 700 ha

Burgenland, 19.215 ha groot, met als deelregio’s:
- Neusiedlersee: 10.400 ha
- Neusiedlersee-Hügelland: 6200 ha
- Mittelburgenland: 2100 ha
- Südburgenland: 500 ha

Stiermarken, 3.800 ha groot, met als deelregio’s:
- Südsteiermark: 1900 ha
- Südoststeiermark: 1200 ha
- Weststeiermark: 480 ha

Wien vormt met 670 ha een afzonderlijke regio.

## Classificatie van de wijnen
De classificatie in Oostenrijk lijkt enigszins op die in Duitsland. Hoe hoger het mostgewicht, hoe hoger de kwaliteit. Dit staat in relatie met de oogstdatums.
Van laag naar hoog is de indeling:
- Tafelwein - tafelwijn
- Landwein - landwijn
- Qualitätswein - De herkomst moet worden vermeld. De wijn mag onder voorwaarden met suiker verbeterd worden. De zogenaamde Verbesserung of chaptalisatie.
- Kabinett - Een nauwkeuriger omschreven herkomstbenaming dan de qualitätswein.

Prädikatswein - De hieronder genoemde wijn behoren tot de hoogst classificeerde wijnen. "Verbesserung" is niet toegestaan.
- Spätlese mag op de markt komen op 1 maart na oogst; de andere op 1 mei. Minstens 20 KMW.
- Auslese minstens 21 KMW
- Beerenauslese, minstens 25 KMW
- Strohwein - De druiven worden ten minste 3 maanden gedroogd op stromatten; minstens 25 KMW
- Ausbruch, minstens 27 KMW
- Eiswein - Wijn uit bevroren druiven.
- Trockenbeerenauslese, minstens 30 KMW

## Smaakindicator
In Oostenrijk wordt dikwijls de smaakindicator op de fles vermeld, afgekort RZ (sucre residuel):
- Extra trocken: max. 4 g
- Trocken: max. 9 g restsuiker
- Halbtrocken: tot 12 g
- Lieblich: tot 45 g
- Süß: meer dan 45 g restsuiker

Het suikergehalte in de te oogsten druiven wordt uitgedrukt in Klosterneuburger Mostwaage. Afgekort KMW.
De volgende termen kunnen op een etiket worden gevonden:
- Bergwein: de wijngaard moet een helling van minstens 25% hebben
- Reserve: de lagering moet minstens 12 maanden duren voor rode wijn en 4 maanden voor wit

In Oostenrijk is een aantal eisen aan wijn wettelijk vastgelegd:
- Elke wijn wordt tweemaal gecontroleerd voor ze de markt opgaat.
- De oogst is maximaal 9000 kg druiven per hectare, oftewel 6750 liter wijn.
- Het suikergehalte van de most wordt bepaald per kwaliteitscategorie.

## De druiven en de productie

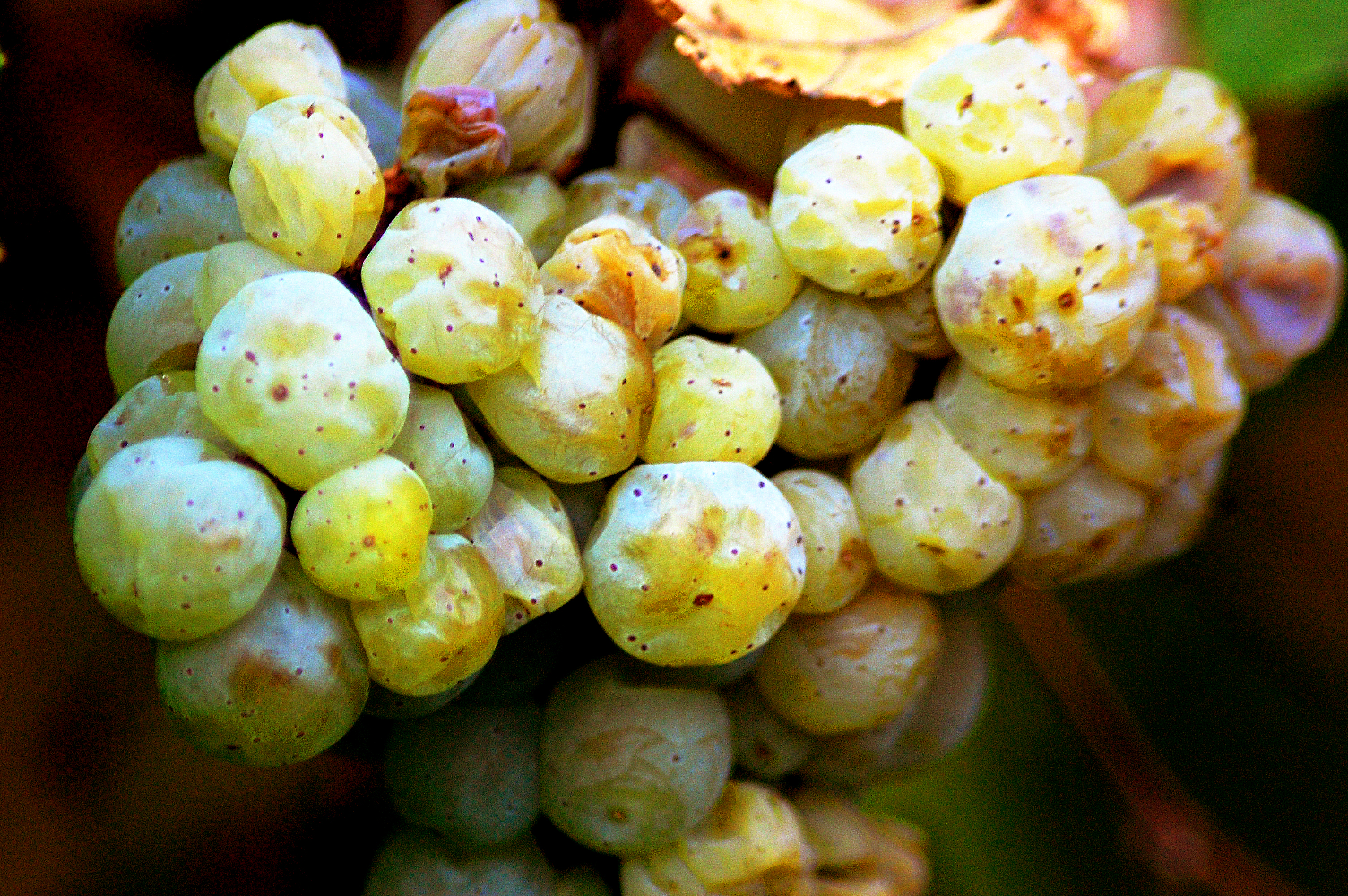
Wijndruiven Grüner Veltliner.

Druivenrassen die voor witte wijnen zijn aangeplant:
- Grüner Veltliner: kruidig aroma, peper, fris en vinnig, typisch Oostenrijks, aandeel 37%
- Riesling: iets fruitiger dan de Franse riesling, complex en elegant, aandeel ca. 3%
- Welschriesling: licht appelaroma, delicaat en goede zuurgraad, aandeel 9%
- Weissburgunder: is pinot blanc, aroma van noten, harmonieus, aandeel 5%
- Chardonnay: met meer appeltoets dan vettigheid, acide, aandeel minder dan 1%
- Müller-Thurgau

Druivenrassen die zijn aangeplant voor rode wijnen:
- Blauer Zweigelt: gecorseerd, lichtkruidig, tanines en aangenaam zuurtebalans, aandeel 8%
- Blaufränkisch: gecorseerd, taninevol, mannelijk, aandeel 5%
- In mindere mate: Blauer Burgunder (pinot noir, 0,7%), Blauer Wildbacher, Carbernet Sauvignon en Franc, St.Laurent, Blauer Portugieser (5%)

## Productieschandaal
Vanaf de jaren 1960 steeg de vraag naar zoetere wijnen in Duitsland snel, ook Oostenrijkse en Italiaanse wijnen lagen goed in de markt. De prijs om meer te kunnen leveren zijn Oostenrijkse wijnboeren toen di-ethyleenglycol, een antivriesmiddel, gaan gebruiken om de wijn op illegale wijze zoeter te maken. Deze gemanipuleerde wijn werd vooral geëxporteerd naar Duitsland en de Benelux. Het leverde de boeren in korte tijd veel geld op. Toen dit in 1985 in de openbaarheid kwam zakte de vraag naar Oostenrijkse wijnen sterk. Meerdere exporterende bedrijven gingen failliet. Het heeft veel tijd en inspanning gekost om het hierdoor ontstane slechte imago te verbeteren. Jonge wijnboeren schoolden zich met internationale kennis op het gebied van oenologie. Vervolgens creëerde marketing eind jaren 1980 een vraag naar betere Oostenrijkse wijnen. Jaarlijks werd ter promotie een Oostenrijkse wijnkoningin gekozen.